# Batalla de Módena (1799)
En la Batalla de Módena (12 de junio de 1799) se enfrentó un ejército francés comandado por Jacques MacDonald contra una fuerza austriaca de los Habsburgo dirigida por el príncipe Federico Francisco Javier de Hohenzollern-Hechingen. Los austríacos, superados en número, fueron derrotados, sin embargo, en un encuentro accidental, MacDonald sufrió dos cortes de sable. La acción ocurrió durante la Guerra de la Segunda Coalición, parte de un conflicto más amplio conocido como las Guerras Revolucionarias Francesas. Módena es una ciudad en el norte de Italia a unos 40 kilómetros al noroeste de Bolonia.
En las batallas de Magnano y Cassano, los austriacos junto a los rusos expulsaron a los franceses de gran parte del norte de Italia en abril de 1799. MacDonald reunió a las fuerzas francesas del sur y centro de Italia en un ejército y marchó hacia el norte para revertir la situación. Saliendo de los Apeninos, los franceses destrozaron la división de Hohenzollern en Módena. MacDonald se dirigió hacia el oeste para luchar contra las fuerzas de la Coalición. La siguiente acción sería la batalla de Trebbia del 17 al 19 de junio.